# Voleibol de playa en los Juegos Suramericanos de Playa de 2014
El voleibol de playa en los Juegos Suramericanos de Playa de La Guaira 2014 estuvo compuesto con dos torneos: masculino y femenino.

## Medallero
| Núm.  | País      | Oro | Plata | Bronce | Total |
| ----- | --------- | --- | ----- | ------ | ----- |
| 1     | Venezuela | 1   | 1     | 1      | 3     |
| 2     | Colombia  | 1   | 0     | 0      | 1     |
| 3     | Argentina | 0   | 1     | 1      | 2     |
| Total | Total     | 2   | 2     | 2      | 6     |

## Resultados

### Eventos masculinos
| Masculino | Venezuela Igor Hernández Jesús Villafañe | Argentina Pablo Bianchi Julian Azad | Venezuela Leonardo Colina Jackson Henriquez |

### Evento femenino
| femenino | Colombia Andrea Galindo Claudia Galindo | Venezuela Norisbeth Agudo Olaya Pazo | Argentina Ana Gallay Georgina Klug |